# Drosophila sui
Drosophila sui este o specie de muște din genul Drosophila, familia Drosophilidae, descrisă de Lin și Tseng în anul 1973.
Este endemică în Taiwan. Conform Catalogue of Life specia Drosophila sui nu are subspecii cunoscute.